# Carrer Joaquim Mensa, 38
Carrer Joaquim Mensa, 38 és una obra del municipi de Cervelló (Baix Llobregat) inclosa en l'Inventari del Patrimoni Arquitectònic de Catalunya.

## Descripció
Es tracta d'una casa entre mitgeres de planta baixa i dos pisos. La façana s'estructura en tres eixos verticals i tres horitzontals. En la intersecció dels quals hi ha una obertura, que són de grans dimensions i emmarcades per una motllura llisa. La porta se situa al centre de la planta baixa i sobre ell, en els dos pisos superiors, s'obren balcons. Els diferents nivells estan separats per motllures i la façana està coronada per una balustrada de balustre.